# あねっこバス
あねっこバスとは、岩手県岩手郡雫石町内で運行されているデマンドバス（コミュニティバス、乗合タクシー）である。雫石町及び特定非営利活動法人しずくいし・いきいき暮らしネットワークが地元タクシー会社へ運行を委託している。
利用は事前予約制で、チケットで料金を支払う。2007年度の利用実績は32,500人。現在は、コスト削減目的もあって一部を除き停留所の表示を行っていない。

## 沿革
- 2004年4月1日 - 岩手県交通雫石営業所管内の雫石町内完結ローカル線の大部分の廃止を受けて運行を開始。

## 利用情報
予約方法
- 乗車希望便の始発時刻の30分前までに予約が必要である。冬季降雪シーズンには利用が集中しやすい[3][4]ため、始発時刻1時間前までの予約が必要となっている。予約が込み合うため、各路線上下第1便及び第2便については前日予約が必要である[4]。
- 2005年6月の時点では、町役場・雫石診療所（旧町立病院）・道の駅その他10箇所に予約専用直通電話が設けられていた。現在は、町役場・雫石診療所・道の駅・雫石駅の4箇所となっている[4]。
- 町役場・雫石診療所・道の駅・商店などにおいては予約代行サービスも行われている。
- 予約先は運行主体となっているタクシー会社である。予約用のITシステム構築などの初期投資を行わなかったことが、低コスト運営に繋がっている[2]と指摘されている。

料金
- 料金は、路線ごとに一律200円（小学生以下100円、未就学児は、保護者同伴の場合のみ無料）である。なお、かつては距離別運賃制度が設けられていた[2]。

チケット販売所
- 乗車の際にはチケットが必要である。下記の店舗で販売している。
  - なかゆ商店
  - ローソン雫石でんく
  - 道の駅雫石あねっこ
  - 雫石タクシー本社
  - お休み処ぺこっと

## 路線

### 御明神線
- JR雫石駅 - 雫石小学校 - 中央公民館 - 役場前 - ぺこっと - 三社座神社（郵便局前） - 雫石診療所 - 雫石中学校 - 雫石高校 - JA南部営農センター - 上町 - 町営住宅 - 新高前田住宅入口 - 水道事業所 - 葛根田橋 - 御明神公民館 - 春木場 - 中島公民館 - 黒沢公民館 - 黒沢丁字路 - 北籬野 - まがき公民館 - まがき - 天川公民館 - 中島 - 中南 - 天瀬 - 多賀神社 - 南公園 - 滝沢 - 山津田 - 赤渕 - 小赤沢公民館 - 小赤沢 - 安栖 - 橋場小学校 - 橋場 - 道の駅雫石あねっこ

### 上野線
- JR雫石駅 - 雫石小学校 - 中央公民館 - 役場前 - ぺこっと - 三社座神社（郵便局前） - 雫石診療所 - 雫石中学校 - 雫石高校 - JA南部営農センター - 岩持 - 土橋公民館 - 横欠公民館 - 横欠 - 天狗谷地 - 上和野公民館 - 上野沢待合室 - 上野沢 - 上野沢北 - 上野沢入口 - 和野 - 御明神公民館 - 春木場 - 御明神郵便局 - 上春木場 - 道の駅雫石あねっこ

### 西山線
- JR雫石駅 - 雫石小学校 - 中央公民館 - 役場前 - ぺこっと - 三社座神社（郵便局前） - 雫石診療所 - 雫石中学校 - 雫石高校 - JA南部営農センター - 谷地 - 林崎 - 小松 - 野中 - 西山診療所 - 旧JA西山支所 - 中村 - 上長山 - 岩井花 - 上岩井花 - 上長山小学校 - 早坂 - 上早坂 - 篠川原 - 高橋 - 林の沢 - 第3集乳所 - 十文字長根 - 中川正栄宅 - 極楽野公民館 - 貝子沢十文字 - 21集乳所 - 滝沢潔宅 - 盆花平  - 篠ヶ森 - 上篠ヶ森 - 玄武温泉

### 西根線
- JR雫石駅 - 雫石小学校 - 中央公民館 - 役場前 - ぺこっと - 三社座神社（郵便局前） - 雫石診療所 - 雫石中学校 - 雫石高校 - JA南部営農センター - 下川原 - 高前田 - 高前田野 -下葛根田 - 葛根田 - 大宮 - 下駒木野 - 大宮神社 - 西根谷地 - 八丁野公民館 - 上西根公民館 - 田茂木 - 清水端 - 環状線上西根 - 八丁野 - 駒木野 - 上駒木野 - 上駒木野公民館 - 上駒木野北 - 堀切 - 下篠崎 - 篠崎 - 上篠崎 - 玄武温泉 - ゆこたんの森 - ぬくもりの里 - 岩手高原ペンション村 - ありね山荘

### 小岩井線
- JR雫石駅 - 雫石小学校 - 中央公民館 - 役場前 - ぺこっと - 三社座神社（郵便局前） - 雫石診療所 - 雫石中学校 - 雫石高校 - JA南部営農センター - 定住促進住宅 - 晴山団地 - 中沼南 - 中沼公民館 - 陽和郷公民館 - 猿子 - 西山地区構造改善センター - 旧JA西山支所 - 西山診療所 - 野中 - 小松 - 中沼東 - 笹森 - 七ッ森 - ステラパーク - JR小岩井駅

### 鶯宿線
- JR雫石駅 - 雫石小学校 - 中央公民館 - 役場前 - 雫石高校  - 雫石中学校 - 町立雫石病院前 - 雫石郵便局 - ぺこっと - 旧JA雫石中央支所 - 下町 - 堀割 - 下長根 - 安庭 - 天沼 - 下戸沢 - 戸沢 - 安庭小学校 - 旧JA御所支所 - 御所地区健康増進センター - 片子沢 - 矢川橋入口 - 矢川橋 - 矢用集落センター - 用ノ沢 - 桝沢 - 南畑小学校 - 鴬宿グラウンド - いこいの家 - 旧鴬山荘 - 鶯宿温泉 - 丸乃荘 - 切留

### 大村線
- JR雫石駅 - 雫石小学校 - 中央公民館 - 役場前 - ぺこっと - 三社座神社（郵便局前） - 雫石診療所 - 雫石中学校 - 雫石高校 - JA南部営農センター - ㈱堀切 - 籬野 - 旧JA御所支所 - 御所地区健康増進センター - 片子沢 - 矢川橋入口 - 坂の上 - 桝沢 - 外桝沢稲荷前 - 外桝沢交差点 - 外桝沢 - 外桝沢公民館 - 第2コテージ - 鴬宿温泉病院入口 - 深沢 - 小深沢 - 桑原 - 小渕 - 男助 - 大谷地 - 大村小学校 - 大村 - 馬場 - 馬場集落センター - 田茂木野

### 町場旭台線
- JR雫石駅 - 雫石小学校 - 中央公民館 - 役場前 - ぺこっと - 三社座神社（郵便局前） - 雫石診療所 - 雫石中学校 - 雫石高校 - JA南部営農センター - （町場 - 桂 - 九十九沢 - 古吉 - 芦ヶ平 - 矢櫃公民館 - 林平 - 上九十九沢 - 大面 - 鳥谷森 - 清水沢南 - 清水沢 - 清水沢集会場 - 旭台東 - 堤 - 旭台南 - 旭台公民館 - 御所地区健康増進センター - 旧JA御所支所）
  - JA南部営農センターからは町場先回り或いは旭台先回りで循環後、JA南部営農センターへ戻る

## 車両
トヨタ・ハイエース（9人乗り・3ナンバー登録車）が用いられる。また乗客数が少ない場合は一般のタクシー車両が用いられることもある。

## テレビ番組
- 日経スペシャル ガイアの夜明け 町からバスが消える 「～ 規制緩和で揺らぐ地域の足 ～」（2007年6月19日、テレビ東京）[5] - 「デマンドバス」に地域の足を守るバスの未来像を探る。